# Chiến dịch Franklin-Nashville

Bản đồ chiến dịch Franklin-Nashville
Quân miền Nam
Quân miền Bắc

Chiến dịch Franklin-Nashville, hay còn có tên gọi Chiến dịch Tennessee của Hood, là một chuỗi các trận đánh diễn ra tại Mặt trận miền Tây thời Nội chiến Hoa Kỳ, trong các ngày từ 18 tháng 9 đến 27 tháng 12 năm 1864, thuộc địa phận các bang Alabama, Tennessee, và tây bắc Georgia. Binh đoàn Tennessee của Liên minh miền Nam dưới quyền trung tướng John Bell Hood đã tiến từ Atlanta theo hướng bắc để uy hiếp các tuyến liên lạc giữa thiếu tướng William T. Sherman với khu vực trung tâm Tennessee. Sau một nỗ lực ngắn ngủi nhằm truy đuổi Hood, Sherman đã quay trở lại Atlanta và bắt đầu Cuộc tiến quân ra biển của mình, để cho các lực lượng của thiếu tướng George H. Thomas đối đầu với Hood.
Hood hy vọng sẽ đánh bại được đội quân của thiếu tướng John Schofield trước khi họ tập hợp với Thomas, nhưng trong trận Spring Hill ngày 29 tháng 11, những sự phối hợp kém cỏi của phe miền Nam đã giúp cho Schofield chạy thoát được. Ngày hôm sau, Hood cho phát động một loạt những đợt công kích chính diện một cách vô ích vào hệ thống công sự của Schofield trong trận Franklin, và hứng chịu tổn thất nặng nề. Schofield sau đó đã rút lui và hội quân được với Thomas tại Nashville, Tennessee. Trong các ngày 15-16 tháng 12, đội quân kết hợp của Thomas đã tấn công lực lượng đã bị kiệt quệ của Hood và đánh tan nó trong trận Nashville, buộc Hood phải dẫn quân chạy về Tupelo, Mississippi.